# Výprava Jindřicha Lva do Svaté země

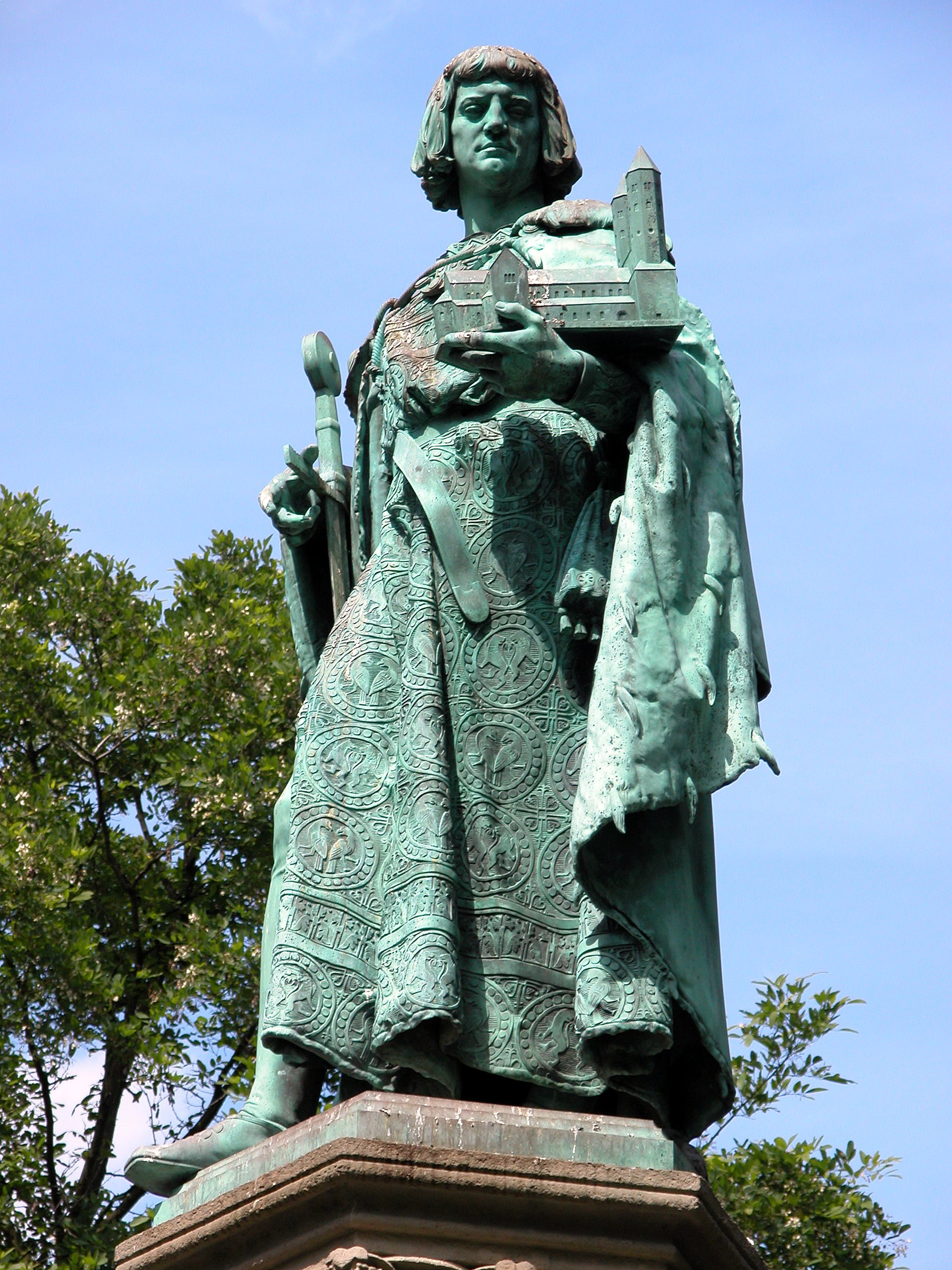
Socha Jindřicha Lva ve městě Brunšvik

Výprava Jindřicha Lva do Svaté země, která proběhla v letech 1172–73, byla výprava předních saských šlechtických a církevních osobností do Svaté země, mající politické i náboženské pozadí. Saský a bavorský vévoda Jindřich Lev v doprovodu několika vysokých feudálů a církevních hodnostářů výpravu zahájil v Brunšviku, prošel Bavorskem, Rakousy, Uhry a byl v Konstantinopoli přijat byzantským císařem Manuelem I. Komnenem, s nímž vedl politická jednání. Poté navštívil nejvýznamnější místa Svaté země a setkal se s jeruzalémským králem Amaurym I. Na zpáteční cestě se setkal také s antiochijským knížetem Bohemundem III. a s Kilič Arslanem II., sultánem ikonským.

## Účel cesty
Ohledně skutečného účelu cesty Jindřicha Lva do Palestiny je mnoho nejasností a dohadů. Jindřich Lev byl svého času nejmocnější šlechtic Svaté říše římské, který zcela bez skrupulí prosazoval své osobní zájmy. Jeho moc byla srovnatelná s mocí císaře Fridricha Barbarossy. Přestože Jindřich Lev císaře loajálně podporoval při prosazování císařské moci v říši, není zřejmé, nakolik byla tato loajalita pouze předstíraná. Oba rody, Welfové a Hohenštaufové, vedly dlouhodobé boje o nadvládu v říši a loajalita Jindřicha Lva k císaři byla jen projevem současného mocenského poměru sil v říši. Jindřich Lev se pokoušel pro upevnění své moci v říši získat spojence, o čemž svědčí jeho dlouhodobé kontakty s Byzancí, které se otevřeně projevily již roku 1164, kdy Jindřicha Lva navštívil v Brunšviku vyslanec byzantského císaře s nímž dojednával alianci proti císaři Fridrichovi. Přestože stěžejní jednání Jindřicha Lva s císařem Manuelem byla důvěrná a jejich obsah nebyl kronikáři zdokumentován, lze se oprávněně domnívat, že jejich cílem bylo prohloubení politického spojenectví obou stran.

## Příprava a účastníci výpravy
Na podzim roku 1171 Jindřich Lev, vévoda saský a bavorský, začal připravovat a organizovat výpravu do Svaté země. O skutečném smyslu a cílech této výpravy se vedou spory: vedle názorů, že příčinou výpravy byly pouze náboženské pohnutky, někteří historici předpokládají, že Jindřich Lev výpravou sledoval, pod náboženskou maskou, především politické cíle. Výpravy se zúčastnila řada prominentních saských šlechticů a osobností. Vedle obodritského knížete Pribislava, doprovázel Jindřicha Lva do Svaté země např. brémský arcibiskup Balduin, lübecký biskup Konrád, brunšvický opat Jindřich, lüneburský opat Bertold, schwerinský hrabě Gunzelin, hrabě Siegfried z Blankenburgu, hrabě Sigebodo ze Scharzfeldu, Jordan z Blankenburgu, vévodův senešal, hrabě Helger z Hohensteinu aj. a dvanáct set ozbrojených mužů. Někteří historici se domnívají, že účastníkem výpravy byl i kronikář Arnold z Lübecku.
Vévoda po dobu své nepřítomnosti ustanovil saským regentem arcibiskupa Wichmana z Magdeburgu.

## Ze Saska do Rakous
Výprava vyrazila z Brunšviku v lednu 1172. V Bavorsku se k ní připojili zdejší účastníci výpravy. Odtud výprava postupovala na jihovýchod do Rakous, kde ji v Klosterneuburgu uvítalo velké shromáždění duchovních i prostého lidu, v čele s Jindřichovým nevlastním otcem Jindřichem Jasomirgottem. Ve Vídni se k výpravě připojil biskup Konrád II. z Wormsu, pověřený vyslanec císaře Fridricha Barbarossy. Smyslem účasti Konráda z Wormsu na výpravě bylo zřejmě informování císaře Fridricha a vyjednávání Jindřicha Lva s císařem Manuelem Komnénem.

## Napříč Uhry a Balkánem
V Mesenburgu na uherských hranicích se výprava setkala s Florentinem, vyslancem uherského krále Štěpána III. 4. března výprava dorazila do Ostřihomi, avšak k setkání s králem nedošlo, protože Štěpán III. téhož dne zemřel, pravděpodobně otráven.
Z Ostřihomi výprava pokračovala dále plavbou po Dunaji. Po několika dnech plavby došlo k nehodě, která mohla mít na výpravu osudový dopad. Jedna z lodí výpravy narazila do skalního útesu a těžce se poškodila. A byla to právě loď, na které plul vévoda Jindřich s hrabětem Gunzelinem. Část posádky poničené lodi doplavala na břeh a vévodu zachránili muži z nedaleké pevnosti. Po opravě lodi pokračovali v plavbě, kterou ukončili v okolí Braničeva. V těchto místech se také setkali s legátem byzantského císaře Manuela, který je dále doprovázel. Prošli oblastí zvanou Bulharský les a územím nepřátelských Srbů. Poté přijeli do města Niš, kde byli s poctami uvítáni a pak s byzantským vojenským doprovodem dorazili do Sofie, Filipopolisu a Adrianopole.

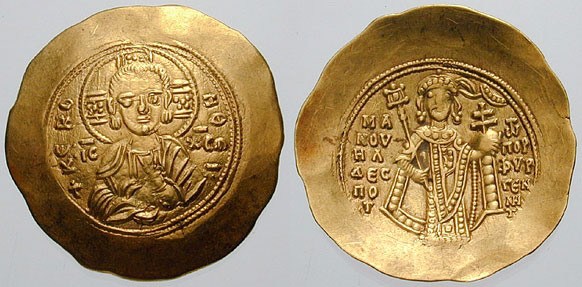
Císař Manuel I. Komnenos na byzantské minci

## Přijetí u byzantského císaře
Na Veliký pátek 14. dubna 1172 se utábořili nedaleko Konstantinopole, kde setrvali dva dny. Tato přestávka byla způsobena náboženskými důvody; účastníci výpravy si přáli strávit velikonoční dny v tiché pokoře, předtím než vstoupí do byzantského hlavního města.
Císař Manuel ve společnosti byzantské aristokracie přijal Jindřicha Lva s doprovodem v poledne velikonoční soboty. Po ukončení velikonočních oslav uspořádal pro vévodu velkolepé přivítání, které se konalo nejprve v císařském paláci a poté pokračovalo na hippodromu, jež byl pro ten účel skvostně upraven. Na ploše hippodromu bylo postaveno množství purpurových stanů se zlatými vrcholy, rozmanitě vyzdobených podle významu ubytovaných hostů. Manuel byl při setkání ozdoben korunovačními klenoty. Během návštěvy Jindřicha Lva na byzantském dvoře došlo také k několika setkáním církevních osobností obou stran a k diskuzím k náboženským otázkám.

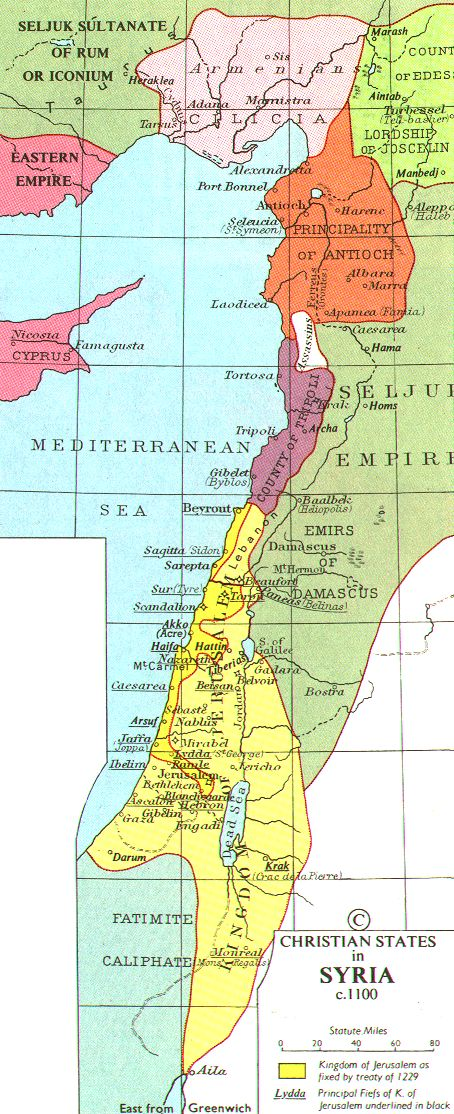
Křižácké státy před dobytím Jeruzaléma roku 1187

## Cesta do Akry a Jeruzaléma
Když se přiblížil konec Jindřichovy návštěvy u byzantského dvora, zajistil císař Manuel pro Jindřicha Lva mohutnou loď pro plavbu do Akry. Všichni účastníci výpravy se pochopitelně nemohli plavit na jediné lodi spolu s vévodou Jindřichem. Není pravděpodobné, že se zbytek výpravy vypravil do Akry přes Bospor po souši, ale spíše počkal v Konstantinopoli. Plavba do Akry byla pro Jindřicha Lva značně nebezpečná, protože zřejmě téměř nikdo z výpravy neměl zkušenosti s námořní plavbou. Během plavby Marmarským mořem se loď dostala do mohutné bouře a jen náhodou nenarazila do skal, mezi nimiž proplouvala. V Akře byl Jindřich Lev slavnostně uvítán, ale zdržel se zde pouze na nezbytně nutnou dobu, aby obstaral vybavení na další cestu. Podle kronikáře Arnolda bylo první věcí, kterou se Jindřich Lev věnoval po příjezdu do Jeruzaléma, předání darů, které přivezl. Obdaroval především jeruzalémského patriarchu a kanovníky kostela Svatého hrobu. Kapli, v níž byly uloženy, jak se věřilo, zbytky Svatého kříže, nechal vyzdobit mozaikou a její dveře nechal vyložit stříbrem. Dále poskytl finanční dotaci pro tři věčné lampy, hořící v kostele Svatého hrobu, což písemně stvrdil diplomem.
Prvé tři dny pobytu v Jeruzalémě byli Jindřich Lev a jeho nejbližší doprovod ubytováni v rezidenci krále Amauryho I. Poté navštívil několik svatých míst v okolí: Olivovou horu, Betlém a také Nazareth. Na cestách ho doprovázeli rytíři templářského řádu. Po návratu do Jeruzaléma se Jindřich Lev ještě dva dny zdržel u patriarchy a poté odjel zpět do Akry.

## Do Antiochie a Tarsu
Vévoda se rozhodl, že zpáteční cestu z Akry nevykoná po moři, jak bylo pro poutníky zvykem, ale cestou po souši a zamířil nejprve do Antiochijského knížectví. Cesta vedla přes nebezpečné území asasínů a poutníci byli proto doprovázeni silným oddílem templářů. Biskup Konrád z Lübecku byl v době odjezdu Jindřicha Lva z Akry nemocen a tak se rozhodl, že Akru opustí na lodi, plavbou na sever podél palestinského pobřeží. Na lodi ho doprovázel opat Bertold. Konrádovi se během plavby však nemoc zhoršila a během přistání v Týru, 17. července 1172 zemřel. Opat Berthold se poté vrátil do Akry, kde však i on 24. července zemřel.
Po dosažení Antiochie byl Bohemund III., kníže antiochijský, Jindřichu Lvovi nápomocen k vybavení výpravy na další cestu, která směřovala přes arménskou Kilíkii, kde v té době vládl Mleh, bratr Thora II. Mleh byl svého času členem Řádu templářů, ale posléze porušil řádový slib a stal se nepřítelem řádu a vykázal všechny jeho členy ze země. Jindřich Lev proto nejprve poslal do Kilíkie vyslance s žádostí o zajištění bezpečného průchodu zemí. Mleh Jindřichovi poslal v ústrety dvacet šlechticů, kteří měli dbát o jeho bezpečný průchod královstvím. Jindřich Lev však nakonec, na nabádání knížete Bohemunda, změnil své rozhodnutí a využil Bohemundovu nabídku na poskytnutí lodi pro další plavbu po moři. Loď vyplula z antiochijského přístavu Svatého Simeona a po dnu plavby dopravila výpravu k městu Tarsu, které bylo v té době ještě byzantské, avšak již začátkem roku 1173 bylo spolu s městy Magistrou a Adanou dobyto Mlehem.

Rúmský sultanát, okolo roku 1190

## Setkání se sultánem Kilič Arslanem II.
Poté, co Jindřich Lev dosáhl Tarsu, ikonský sultán Kilič Arslan II. mu poslal pět set jezdců, aby ho chránili na cestě napříč západní částí Mlehova království. Výprava pak několik dnů putovala rozsáhlým vyprahlým územím, které kronikář Arnold označuje latinským jménem Rumenia deserta, až dorazila do Heraklea, kde se jim dostalo skvělého přivítání. Odtud pak byli dopraveni do místa, Arnoldem zvaného Axarat, kde byla sultánova rezidence. Přesné umístění Axaratu neznáme; pravděpodobně se toto místo nacházelo na cestě mezi Herakleem a Ismilem. Zde byl Jindřich Lev přijat sultánem Kiličem Arslanem II. Sultán vévodu vřele přivítal a sdělil mu, že jsou pokrevní příbuzní. Odpověď sultána na otázku překvapeného vévody zaznamenal Arnold ve své kronice:
| „                  | Quedam nobilis matrona de terra Theutonicorum nupsit regi Ruthenorum, qui genuit ex ea Viliam, cuius filia nevinit in terram nostram, de dua ego descenti. Jistá urozená žena ze země Teutonů se vdala za ruského krále, který s ní měl dceru. Dcera této dcery přišla do naší země a já jsem její potomek. | “ |
| — Arnold z Lübecku | |   |

O skutečném příbuzenském vztahu obou mužů však neexistují žádné jiné důkazy a spíše se předpokládá, že to byl ze strany sultána pouze projev srdečnosti. Sultán a vévoda se vzájemně obdarovali. Sultán požádal vévodu, aby si pro sebe a své muže vybral z osmnácti set sultánových koní ty, které se mu zlíbí. Věnoval Jindřichovi také slonovinou vykládaná sedla, šest plstěných stanů včetně šesti velbloudů, kteří je nesli a dokonce i dva leopardy a otroky, kteří o ně pečovali.

## Opětovné setkání s Manuelem a zpáteční cesta
Z Axaratu vedla další cesta vedla do Ikonia, hlavního města Rúmského sultanátu. Odtud pokračovali na severozápad a po překročení hranic byzantské říše dorazili do byzantské pevnosti Germanicopolis v Bithýnii, kterou Arnold nazýval castelum Alamanorum.
Přes opevněné město Nikaiu se výprava vrátila do Konstantinopole. Císař Manuel v té době ovšem nebyl v Konstantinopoli a přebýval v místě, které Arnold nazývá Manopolis (zřejmě šlo o Maximianopolis.), a Jindřich Lev jej tam navštívil a setrval u něho několik dní. Manuel chtěl Jindřicha opět štědře obdarovat, avšak ten dary odmítl a přijal pouze svaté relikvie.
Z Konstantinopole výprava putovala stejnou cestou, kterou přijela, tedy přes město Niš a Bulharský les. V Uhrách byli přijati novým králem Bélou III., který jim zaručil bezpečný průchod královstvím. V prosinci 1172 byl již Jindřich Lev v Bavorsku, kde nějaký čas setrval. O Vánocích roku 1172 dorazil do švábského Augsburgu, kde se setkal s císařem Fridrichem Barbarossou. Začátkem ledna 1173 Jindřich Lev dorazil do Brunšviku.

## Prameny
- Hlavním zdrojem informací o výpravě Jindřicha Lva je Chronica Slavorum, kronika benediktinského opata Arnolda z Lübecku, která navazuje na stejnojmennou kroniku Helmolda z Bosau. Co se týče trasy a datování výpravy Jindřicha Lva, je zde množství nejasností způsobených tím, že kronikář Arnold používal často nepřesné a mnohdy zkomolené údaje, zejména názvy geografickým míst.
- Anales Stederburgenses, autora Gerharda ze Stederburgu, blízkého přítele Jindřicha Lva
- Kronika Historia de duce Hinrico